# قرار مجلس الأمن التابع للأمم المتحدة رقم 79
اعتمد قرار مجلس الأمن التابع للأمم المتحدة رقم 79 في 17 يناير 1950، بعد تلقي نص قرار الجمعية العامة للأمم المتحدة رقم 300 بشأن تنظيم الأسلحة التقليدية والقوات المسلحة وتخفيضها العام، قرر إحالة القرار إلى لجنة الأسلحة التقليدية لمزيد من الدراسة وفقا لخطة عمل اللجنة.
اعتُمد القرار بتسعة أصوات. كانت يوغوسلافيا حاضرة لكنها لم تصوت، وكان الاتحاد السوفيتي غائباً.